# Сайка (притока Возжайки)
Са́йка (рос. Сайка) — річка в Граховському і Алнаському районах Удмуртії, Росія, ліва притока Возжайки.
Довжина річки становить 9 км. Бере початок на Можгинської височини, впадає до Возжайки на північній околиці села Удмуртське Гондирево.
На річці розташовані села Нижня Сайка та Соловйовка.